# Aéroport international de Chiang Mai
Ne doit pas être confondu avec Aéroport international de Chiang Rai.
Pour les articles homonymes, voir CNX.
L'aéroport international de Chiang Mai (ท่าอากาศยานเชียงใหม่) est un aéroport desservant la ville de Chiang Mai, facilitant également l'accès aux provinces du nord de la Thaïlande.  L'aéroport se situe à 4 km au sud-ouest du centre-ville.
L'aéroport est l'un des cinq aéroports internationaux régis par Airports of Thailand Public Company Limited (AOT) (code IATA : CNX • code OACI : VTCC). 
Il est également la base militaire de l'escadrille 41, et le site du Musée de l'Air de Chiang Mai.
L'aéroport traite plus de 2 000 000 de passagers, 15 000 vols et 16 000 tonnes de fret annuels (2005).

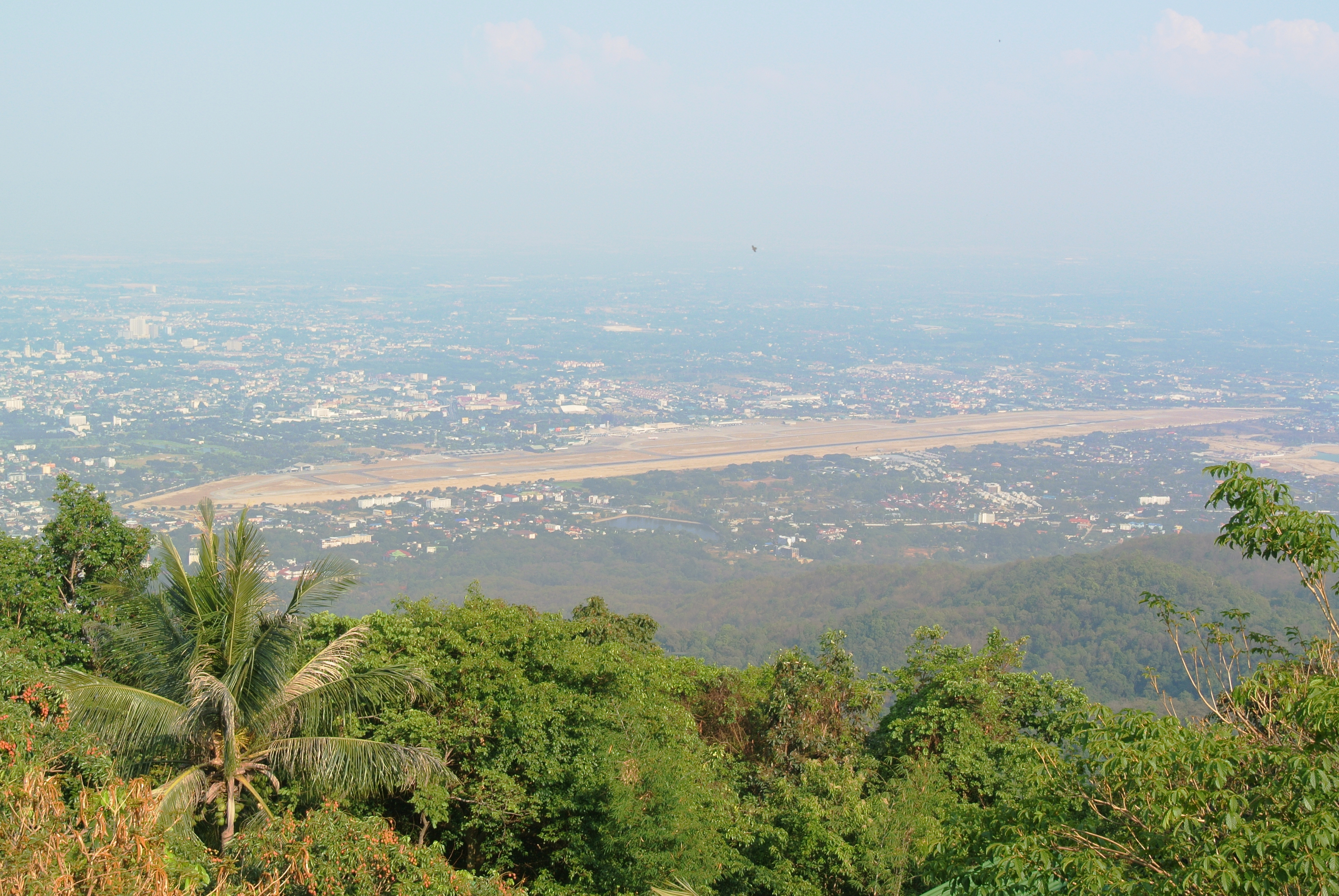
Vue de la piste de l'aéroport et de la partie méridionale de la ville

## Situation
| \| 100 km1:12 067 000 \| Buriram Chiang · Mai Chiang · Rai Chumphon Bangkok- · Don Mueang Bangkok- · Suvarnabhumi Hat Yai Hua Hin Khon Kaen Ko Pha Ngan Krabi Lampang Loei Mae Hong · Son Mae Sot Nakhon · Phanom Nakhon Si Thammarat Nan Nakhon Narathiwat Pai Phitsanulok Phrae Phuket Ranong Roi Et Sakon · Nakhon Ko Samui Sukhothai Surat Thani Trang Trat Pattaya Ubon · Ratchathani Udon Thani |
| 100 km1:12 067 000 |

## Statistiques
Le graphique qui aurait dû être présenté ici ne peut pas être affiché car il utilise l'ancienne extension Graph, désactivée pour des questions de sécurité. Des indications pour créer un nouveau graphique avec la nouvelle extension Chart sont disponibles ici.

Voir la requête brute et les sources sur Wikidata.

## Compagnies aériennes et destinations
| Compagnies                | Destinations |
| ------------------------- | --- |
| AirAsia                   | Kuala Lumpur |
| Air China                 | Pékin-Capitale |
| Asiana Airlines           | Séoul-Incheon |
| Bangkok Airways           | Bangkok-Suvarnabhumi, Hanoï-Nội Bài, Ko Samui, Krabi, Mae Hong Son (en), Mandalay, Phuket, Siem Reap-Angkor, Rangoun (Yangon)                                |
| Cathay Dragon             | Hong Kong |
| China Eastern Airlines    | Pékin-Capitale, Kunming-Changshui, Shanghai-Pudong En saison : Nankin, Qingdao-Jiaodong, Yantai                                                              |
| China Southern Airlines   | Canton-Baiyun |
| EVA Air                   | Taïwan-Taoyuan |
| Hainan Airlines           | Shenzhen-Bao'an |
| HK Express                | Hong Kong |
| Jeju Air                  | En saison charter : Séoul-Incheon, Jeju |
| Jetstar Pacific Airlines  | Đồng Hới |
| Juneyao Airlines          | Shanghai-Pudong |
| Korean Air                | Séoul-Incheon |
| Lao Airlines              | Luang Prabang |
| Myanmar National Airlines | Rangoun (Yangon) |
| Nok Air                   | Bangkok-Don Muang, Udon Thani (en) Charter : Nanning |
| Qatar Airways             | Doha-Hamad, Rangoun (Yangon) |
| Ruili Airlines            | Jinghong Xishuangbanna Gasa |
| Scoot                     | Singapour-Changi |
| Shandong Airlines         | Chongqing-Jiangbei, Jinan |
| Sichuan Airlines          | Chengdu-Shuangliu, Xi'an-Xianyang Charter : Chongqing-Jiangbei                                                                                               |
| SilkAir                   | Singapour-Changi |
| Spring Airlines           | Shanghai-Pudong |
| Thai AirAsia              | Bangkok-Don Muang, Changsha, Hangzhou-Xiaoshan, Hat Yai, Hong Kong, Khon Kaen (en), Krabi, Macao, Pattaya U-tapao, Phuket, Surat Thani (en), Udon Thani (en) |
| Thai Airways              | Bangkok-Suvarnabhumi |
| Thai Lion Air             | Bangkok-Don Muang, Chengdu-Shuangliu, Canton-Baiyun, Pattaya U-tapao Charter : Hefei                                                                         |
| Thai Smile                | Bangkok-Suvarnabhumi, Phuket |
| Thai Vietjet Air          | Bangkok-Suvarnabhumi |
| Vietjet Air               | Hô Chi Minh Ville (Tân Sơn Nhất) |

Édité le 14/04/2018